# Élections départementales de 2015 dans l'Aveyron
Les élections départementales ont lieu les 22 et 29 mars 2015.

## Contexte départemental

### Assemblée départementale sortante
Avant les élections, le Conseil général de l'Aveyron est présidé par Jean-Claude Luche (UDI). Il comprend 46 conseillers généraux issus des 46 cantons de l'Aveyron. Après le redécoupage cantonal de 2014, ce sont 46 conseillers départementaux qui seront élus au sein des 23 nouveaux cantons de l'Aveyron.
| Parti                                | Sigle | Sigle | Élus |
| ------------------------------------ | ----- | ----- | ---- |
| Majorité (26 sièges)                 |       |       |      |
| Divers droite                        |       | DVD   | 15   |
| Union pour un mouvement populaire    |       | UMP   | 8    |
| Union des démocrates et indépendants |       | UDI   | 3    |
| Opposition (20 sièges)               |       |       |      |
| Parti socialiste                     |       | PS    | 12   |
| Parti radical de gauche              |       | PRG   | 4    |
| Divers gauche                        |       | DVG   | 3    |
| Parti de gauche                      |       | PG    | 1    |
| Président du Conseil général         |       |       |      |
| Jean-Claude Luche (UDI)              |       |       |      |

### Assemblée départementale élue
| Parti                                | Sigle | Sigle | Élus |
| ------------------------------------ | ----- | ----- | ---- |
| Majorité (30 sièges)                 |       |       |      |
| Divers droite                        |       | DVD   | 16   |
| Union des démocrates et indépendants |       | UDI   | 8    |
| Union pour un mouvement populaire    |       | UMP   | 6    |
| Opposition (16 sièges)               |       |       |      |
| Parti socialiste                     |       | PS    | 7    |
| Divers gauche                        |       | DVG   | 6    |
| Parti radical de gauche              |       | PRG   | 3    |
| Président du Conseil départemental   |       |       |      |
| Jean-Claude Luche (UDI)              |       |       |      |

## Résultats à l'échelle du département

### Résultats par nuances du ministère de l'Intérieur
Les nuances utilisées par le ministère de l'Intérieur ne tiennent pas compte des alliances locales.
| Binômes     | Binômes            | Premier tour | Premier tour | Second tour | Second tour | Sièges |
| Binômes     | Binômes            | Voix         | %            | Voix        | %           | Sièges |
| ----------- | ------------------ | ------------ | ------------ | ----------- | ----------- | ------ |
|             | DVD                | 22 953       | 19,11        | 21 810      | 28,32       | 12     |
|             | UDI                | 18 294       | 15,23        | 10 426      | 13,54       | 8      |
|             | UMP                | 11 038       | 9,19         | 2 878       | 3,74        | 8      |
|             | Union de la droite | 3 336        | 2,78         | 4 412       | 5,73        | 2      |
|             | DLF                | 625          | 0,52         |             |             |        |
| Droite      | Droite             | 56 246       | 46,83        | 39 526      | 51,33       | 30     |
|             |                    |              |              |             |             |        |
|             | DVG                | 14 276       | 11,88        | 11 232      | 14,59       | 4      |
|             | PS                 | 11 202       | 9,33         | 10 978      | 14,26       | 4      |
|             | FG                 | 8 294        | 6,90         | 2 197       | 2,85        | 0      |
|             | Union de la gauche | 6 684        | 5,56         | 6 825       | 8,86        | 4      |
|             | PRG                | 6 623        | 5,51         | 6 250       | 8,12        | 4      |
|             | EÉLV               | 747          | 0,62         |             |             |        |
| Gauche      | Gauche             | 47 826       | 39,80        | 37 482      | 48,68       | 16     |
|             |                    |              |              |             |             |        |
|             | FN                 | 15 187       | 12,64        |             |             |        |
|             |                    |              |              |             |             |        |
|             | Divers             | 863          | 0,72         |             |             |        |
|             |                    |              |              |             |             |        |
| Inscrits    | Inscrits           | 218 193      | 100,00       | 144 421     | 100,00      |        |
| Abstentions | Abstentions        | 87 912       | 40,29        | 60 234      | 41,71       |        |
| Votants     | Votants            | 130 281      | 59,71        | 84 187      | 58,29       |        |
| Blancs      | Blancs             | 6 061        | 4,65         | 4 090       | 4,86        |        |
| Nuls        | Nuls               | 4 098        | 3,15         | 3 089       | 3,67        |        |
| Exprimés    | Exprimés           | 120 122      | 92,20        | 77 008      | 91,47       |        |

### Résultats par canton
| Canton                         | Conseiller sortant        | Parti           | Parti       | Conseiller élu          | Parti           | Parti           |
| ------------------------------ | ------------------------- | --------------- | ----------- | ----------------------- | --------------- | --------------- |
| Aubin                          | Pierre Beffre*            |                 | PS          | Canton supprimé         | Canton supprimé | Canton supprimé |
| Aubrac et Carladez             | Canton créé               | Canton créé     | Canton créé | Vincent Alazard         |                 | DVD             |
| Aubrac et Carladez             | Canton créé               | Canton créé     | Canton créé | Annie Cazard            |                 | DVD             |
| Aveyron et Tarn                | Canton créé               | Canton créé     | Canton créé | André At                |                 | UMP             |
| Aveyron et Tarn                | Canton créé               | Canton créé     | Canton créé | Brigitte Mazars         |                 | UMP             |
| Baraqueville-Sauveterre        | Didier Mai-Andrieu*       |                 | DVG         | Canton supprimé         | Canton supprimé | Canton supprimé |
| Belmont-sur-Rance              | Monique Aliès*            |                 | DVD         | Canton supprimé         | Canton supprimé | Canton supprimé |
| Bozouls                        | Jean-Michel Lalle*        |                 | UMP         | Canton supprimé         | Canton supprimé | Canton supprimé |
| Camarès                        | Jean Milesi               |                 | DVD         | Canton supprimé         | Canton supprimé | Canton supprimé |
| Campagnac                      | Pierre-Marie Blanquet*    |                 | DVD         | Canton supprimé         | Canton supprimé | Canton supprimé |
| Capdenac-Gare                  | Bertrand Cavalerie        |                 | PS          | Canton supprimé         | Canton supprimé | Canton supprimé |
| Cassagnes-Bégonhès             | Régis Cailhol             |                 | PS          | Canton supprimé         | Canton supprimé | Canton supprimé |
| Causse-Comtal                  | Canton créé               | Canton créé     | Canton créé | Magali Bessaou          |                 | UMP             |
| Causse-Comtal                  | Canton créé               | Canton créé     | Canton créé | Jean-Luc Calmelly       |                 | DVD             |
| Causses-Rougiers               | Canton créé               | Canton créé     | Canton créé | Annie Bel               |                 | DVD             |
| Causses-Rougiers               | Canton créé               | Canton créé     | Canton créé | Christophe Laborie      |                 | UDI             |
| Ceor-Ségala                    | Canton créé               | Canton créé     | Canton créé | Anne Blanc              |                 | PRG             |
| Ceor-Ségala                    | Canton créé               | Canton créé     | Canton créé | Jean-Marie Pialat       |                 | DVG             |
| Conques                        | Bernard Burguière*        |                 | DVD         | Canton supprimé         | Canton supprimé | Canton supprimé |
| Cornus                         | Christophe Laborie        |                 | UDI         | Canton supprimé         | Canton supprimé | Canton supprimé |
| Decazeville                    | Pierre Delagnes*          |                 | PS          | Canton supprimé         | Canton supprimé | Canton supprimé |
| Enne et Alzou                  | Canton créé               | Canton créé     | Canton créé | Hélian Cabrolier        |                 | DVG             |
| Enne et Alzou                  | Canton créé               | Canton créé     | Canton créé | Graziella Pierini       |                 | DVG             |
| Entraygues-sur-Truyère         | Jean-François Albespy*    |                 | DVD         | Canton supprimé         | Canton supprimé | Canton supprimé |
| Espalion                       | Simone Anglade            |                 | DVD         | Canton supprimé         | Canton supprimé | Canton supprimé |
| Estaing                        | Jean-Claude Anglars       |                 | DVD         | Canton supprimé         | Canton supprimé | Canton supprimé |
| Laguiole                       | Vincent Alazard           |                 | DVD         | Canton supprimé         | Canton supprimé | Canton supprimé |
| Laissac                        | Jean-Paul Peyrac*         |                 | UDI         | Canton supprimé         | Canton supprimé | Canton supprimé |
| Lot et Dourdou                 | Canton créé               | Canton créé     | Canton créé | Michèle Buessinger      |                 | DVD             |
| Lot et Dourdou                 | Canton créé               | Canton créé     | Canton créé | Christian Tieulie       |                 | DVD             |
| Lot et Montbazinois            | Canton créé               | Canton créé     | Canton créé | Bertrand Cavalerie      |                 | PS              |
| Lot et Montbazinois            | Canton créé               | Canton créé     | Canton créé | Cathy Mouly             |                 | DVG             |
| Lot et Palanges                | Canton créé               | Canton créé     | Canton créé | Jean-Claude Luche       |                 | UDI             |
| Lot et Palanges                | Canton créé               | Canton créé     | Canton créé | Christine Presne        |                 | UDI             |
| Lot et Truyère                 | Canton créé               | Canton créé     | Canton créé | Simone Anglade          |                 | DVD             |
| Lot et Truyère                 | Canton créé               | Canton créé     | Canton créé | Jean-Claude Anglars     |                 | DVD             |
| Marcillac-Vallon               | Anne Gaben-Toutant        |                 | PS          | Canton supprimé         | Canton supprimé | Canton supprimé |
| Millau-1                       | Canton créé               | Canton créé     | Canton créé | Corinne Compan          |                 | PS              |
| Millau-1                       | Canton créé               | Canton créé     | Canton créé | Jean-Dominique Gonzalès |                 | PS              |
| Millau-2                       | Canton créé               | Canton créé     | Canton créé | Sylvie Ayot             |                 | UDI             |
| Millau-2                       | Canton créé               | Canton créé     | Canton créé | Jean-François Galliard  |                 | UDI             |
| Millau-Est                     | Guy Durand*               |                 | PS          | Canton supprimé         | Canton supprimé | Canton supprimé |
| Millau-Ouest                   | Jean-Dominique Gonzales   |                 | PS          | Canton supprimé         | Canton supprimé | Canton supprimé |
| Montbazens                     | Gisèle Rigal              |                 | DVD         | Canton supprimé         | Canton supprimé | Canton supprimé |
| Monts du Réquistanais          | Canton créé               | Canton créé     | Canton créé | Régis Cailhol           |                 | PS              |
| Monts du Réquistanais          | Canton créé               | Canton créé     | Canton créé | Karine Escorbiac        |                 | DVG             |
| Mur-de-Barrez                  | Daniel Tarrisse*          |                 | PS          | Canton supprimé         | Canton supprimé | Canton supprimé |
| Najac                          | Bernard Vidal*            |                 | DVG         | Canton supprimé         | Canton supprimé | Canton supprimé |
| Nant                           | Jean-François Galliard    |                 | DVD         | Canton supprimé         | Canton supprimé | Canton supprimé |
| Naucelle                       | Jean-Pierre Mazars*       |                 | PRG         | Canton supprimé         | Canton supprimé | Canton supprimé |
| Nord-Lévezou                   | Canton créé               | Canton créé     | Canton créé | Dominique Gombert       |                 | UDI             |
| Nord-Lévezou                   | Canton créé               | Canton créé     | Canton créé | Jean-Philippe Sadoul    |                 | UDI             |
| Peyreleau                      | Danièle Vergonnier        |                 | DVD         | Canton supprimé         | Canton supprimé | Canton supprimé |
| Pont-de-Salars                 | Alain Pichon*             |                 | DVD         | Canton supprimé         | Canton supprimé | Canton supprimé |
| Raspes et Lévezou              | Canton créé               | Canton créé     | Canton créé | Alain Marc              |                 | UMP             |
| Raspes et Lévezou              | Canton créé               | Canton créé     | Canton créé | Christel Sigaud-Laury   |                 | UMP             |
| Réquista                       | Daniel Nespoulous         |                 | PS          | Canton supprimé         | Canton supprimé | Canton supprimé |
| Rieupeyroux                    | Michel Costes*            |                 | UMP         | Canton supprimé         | Canton supprimé | Canton supprimé |
| Rignac                         | Anne-Marie Escoffier*     |                 | PRG         | Canton supprimé         | Canton supprimé | Canton supprimé |
| Rodez-1                        | Canton créé               | Canton créé     | Canton créé | Arnaud Combet           |                 | PS              |
| Rodez-1                        | Canton créé               | Canton créé     | Canton créé | Sarah Vidal             |                 | PS              |
| Rodez-2                        | Canton créé               | Canton créé     | Canton créé | Évelyne Frayssinet      |                 | DVD             |
| Rodez-2                        | Canton créé               | Canton créé     | Canton créé | Bernard Saules          |                 | DVD             |
| Rodez-Est                      | Bernard Saules            |                 | DVD         | Canton supprimé         | Canton supprimé | Canton supprimé |
| Rodez-Nord                     | Jean-Louis Roussel        |                 | PG          | Canton supprimé         | Canton supprimé | Canton supprimé |
| Rodez-Onet                     | Canton créé               | Canton créé     | Canton créé | Valérie Abadie-Roques   |                 | DVD             |
| Rodez-Onet                     | Canton créé               | Canton créé     | Canton créé | Jean-Philippe Abinal    |                 | DVD             |
| Rodez-Ouest                    | Nicole Laromiguière*      |                 | PRG         | Canton supprimé         | Canton supprimé | Canton supprimé |
| Saint-Affrique                 | Jean-Luc Malet*           |                 | PS          | Sébastien David         |                 | UMP             |
| Saint-Affrique                 | Jean-Luc Malet*           | Émilie Gral     | PS          |                         | DVD             |                 |
| Saint-Amans-des-Cots           | René Lavastrou*           |                 | UMP         | Canton supprimé         | Canton supprimé | Canton supprimé |
| Saint-Beauzély                 | Jean-Claude Gineste*      |                 | DVG         | Canton supprimé         | Canton supprimé | Canton supprimé |
| Saint-Chély-d'Aubrac           | Jean-Claude Fontanier*    |                 | UMP         | Canton supprimé         | Canton supprimé | Canton supprimé |
| Sainte-Geneviève-sur-Argence   | Renée-Claude Coussergues* |                 | UMP         | Canton supprimé         | Canton supprimé | Canton supprimé |
| Saint-Geniez-d'Olt             | Jean-Claude Luche         |                 | UDI         | Canton supprimé         | Canton supprimé | Canton supprimé |
| Saint-Rome-de-Tarn             | Alain Marc                |                 | UMP         | Canton supprimé         | Canton supprimé | Canton supprimé |
| Saint-Sernin-sur-Rance         | Annie Bel                 |                 | DVD         | Canton supprimé         | Canton supprimé | Canton supprimé |
| Salles-Curan                   | Jean-Louis Grimal*        |                 | DVD         | Canton supprimé         | Canton supprimé | Canton supprimé |
| Salvetat-Peyralès              | André At                  |                 | UMP         | Canton supprimé         | Canton supprimé | Canton supprimé |
| Sévérac-le-Château             | Catherine Laur            |                 | PS          | Canton supprimé         | Canton supprimé | Canton supprimé |
| Tarn et Causses                | Canton créé               | Canton créé     | Canton créé | Camille Galibert        |                 | UDI             |
| Tarn et Causses                | Canton créé               | Canton créé     | Canton créé | Danièle Vergonnier      |                 | DVD             |
| Vallon                         | Canton créé               | Canton créé     | Canton créé | Anne Gaben-Toutant      |                 | PS              |
| Vallon                         | Canton créé               | Canton créé     | Canton créé | Stéphane Mazars         |                 | PRG             |
| Villefranche-de-Rouergue       | Éric Cantournet           |                 | PRG         | Stéphanie Bayol         |                 | DVG             |
| Villefranche-de-Rouergue       | Éric Cantournet           | Éric Cantournet | PRG         |                         | PRG             |                 |
| Villeneuve                     | Pierre Costes             |                 | PS          | Canton supprimé         | Canton supprimé | Canton supprimé |
| Villeneuvois et Villefranchois | Canton créé               | Canton créé     | Canton créé | Jean-Pierre Masbou      |                 | DVD             |
| Villeneuvois et Villefranchois | Canton créé               | Canton créé     | Canton créé | Gisèle Rigal            |                 | DVD             |
| Vézins-de-Lévézou              | Arnaud Viala*             |                 | UMP         | Canton supprimé         | Canton supprimé | Canton supprimé |

* Conseillers généraux sortants ne se représentant pas

## Résultats par canton

### Canton d'Aubrac et Carladez
| Candidats            | Candidats          | Partis      | Partis      | Premier tour | Premier tour |
| Candidats            | Candidats          | Partis      | Partis      | Voix         | %            |
| -------------------- | ------------------ | ----------- | ----------- | ------------ | ------------ |
| 1                    | Flavien Robert     |             | DLF         | 283          | 5,67         |
| 1                    | Marie Saez         |             | DLF         | 283          | 5,67         |
| 2                    | Nathalie Leleu     |             | FN          | 930          | 18,64        |
| 2                    | Thierry Maillefert |             | FN          | 930          | 18,64        |
| 3                    | Vincent Alazard*   |             | DVD         | 3 776        | 75,69        |
| 3                    | Annie Cazard       |             | DVD         | 3 776        | 75,69        |
|                      |                    |             |             |              |              |
| Inscrits             | Inscrits           | Inscrits    | Inscrits    | 8 892        | 100,00       |
| Abstentions          | Abstentions        | Abstentions | Abstentions | 3 416        | 38,42        |
| Votants              | Votants            | Votants     | Votants     | 5 476        | 61,58        |
| Blancs               | Blancs             | Blancs      | Blancs      | 305          | 5,57         |
| Nuls                 | Nuls               | Nuls        | Nuls        | 182          | 3,32         |
| Exprimés             | Exprimés           | Exprimés    | Exprimés    | 4 989        | 91,11        |
| * conseiller sortant |                    |             |             |              |              |

### Canton d'Aveyron et Tarn
| Candidats            | Candidats            | Partis      | Partis      | Premier tour | Premier tour |
| Candidats            | Candidats            | Partis      | Partis      | Voix         | %            |
| -------------------- | -------------------- | ----------- | ----------- | ------------ | ------------ |
| 1                    | Chantal Chevallier   |             | PS          | 1 456        | 28,06        |
| 1                    | Patrice Couronne     |             | PS          | 1 456        | 28,06        |
| 2                    | André At*            |             | UMP         | 2 986        | 57,54        |
| 2                    | Brigitte Mazars      |             | UMP         | 2 986        | 57,54        |
| 3                    | Guy Pezet            |             | EÉLV        | 747          | 14,40        |
| 3                    | Annick Tranier-Alaux |             | EÉLV        | 747          | 14,40        |
|                      |                      |             |             |              |              |
| Inscrits             | Inscrits             | Inscrits    | Inscrits    | 9 213        | 100,00       |
| Abstentions          | Abstentions          | Abstentions | Abstentions | 3 488        | 37,86        |
| Votants              | Votants              | Votants     | Votants     | 5 725        | 62,14        |
| Blancs               | Blancs               | Blancs      | Blancs      | 283          | 4,94         |
| Nuls                 | Nuls                 | Nuls        | Nuls        | 253          | 4,42         |
| Exprimés             | Exprimés             | Exprimés    | Exprimés    | 5 189        | 90,64        |
| * conseiller sortant |                      |             |             |              |              |

### Canton de Causse-Comtal
| Candidats   | Candidats         | Partis      | Partis      | Premier tour | Premier tour |
| Candidats   | Candidats         | Partis      | Partis      | Voix         | %            |
| ----------- | ----------------- | ----------- | ----------- | ------------ | ------------ |
| 1           | Florence Cayla    |             | PRG         | 1 786        | 33,31        |
| 1           | Christophe Méry   |             | DVG         | 1 786        | 33,31        |
| 2           | Cathy Massol      |             | DVG         | 542          | 10,11        |
| 2           | Grégory Poczernin |             | DVG         | 542          | 10,11        |
| 3           | Alex Larionov     |             | FN          | 0            | 0,00         |
| 3           | Andrée Poujade    |             | FN          | 0            | 0,00         |
| 4           | Magali Bessaou    |             | UMP         | 3 033        | 56,58        |
| 4           | Jean-Luc Calmelly |             | DVD         | 3 033        | 56,58        |
|             |                   |             |             |              |              |
| Inscrits    | Inscrits          | Inscrits    | Inscrits    | 9 320        | 100,00       |
| Abstentions | Abstentions       | Abstentions | Abstentions | 3 549        | 38,08        |
| Votants     | Votants           | Votants     | Votants     | 5 771        | 61,92        |
| Blancs      | Blancs            | Blancs      | Blancs      | 248          | 4,30         |
| Nuls        | Nuls              | Nuls        | Nuls        | 162          | 2,81         |
| Exprimés    | Exprimés          | Exprimés    | Exprimés    | 5 361        | 92,90        |

### Canton des Causses-Rougiers
| Candidats            | Candidats               | Partis      | Partis      | Premier tour | Premier tour |
| Candidats            | Candidats               | Partis      | Partis      | Voix         | %            |
| -------------------- | ----------------------- | ----------- | ----------- | ------------ | ------------ |
| 1                    | Nicole Couffin          |             | PCF         | 637          | 10,45        |
| 1                    | Jean-Louis Desprez      |             | PCF         | 637          | 10,45        |
| 2                    | Marie-Claude Fayard     |             | FN          | 983          | 16,13        |
| 2                    | Jean-Guillaume Remise   |             | FN          | 983          | 16,13        |
| 3                    | Annie Bel*              |             | DVD         | 3 047        | 50,01        |
| 3                    | Christophe Laborie*     |             | UDI         | 3 047        | 50,01        |
| 4                    | Marie-Thérèse Foulquier |             | DVG         | 1 426        | 23,40        |
| 4                    | Jean Milesi*            |             | DVG         | 1 426        | 23,40        |
|                      |                         |             |             |              |              |
| Inscrits             | Inscrits                | Inscrits    | Inscrits    | 10 511       | 100,00       |
| Abstentions          | Abstentions             | Abstentions | Abstentions | 3 878        | 36,89        |
| Votants              | Votants                 | Votants     | Votants     | 6 633        | 63,11        |
| Blancs               | Blancs                  | Blancs      | Blancs      | 328          | 4,94         |
| Nuls                 | Nuls                    | Nuls        | Nuls        | 212          | 3,20         |
| Exprimés             | Exprimés                | Exprimés    | Exprimés    | 6 093        | 91,86        |
| * conseiller sortant |                         |             |             |              |              |

### Canton de Ceor-Ségala
| Candidats   | Candidats          | Partis      | Partis      | Premier tour | Premier tour | Second tour | Second tour |
| Candidats   | Candidats          | Partis      | Partis      | Voix         | %            | Voix        | %           |
| ----------- | ------------------ | ----------- | ----------- | ------------ | ------------ | ----------- | ----------- |
| 1           | Jacques Barbezange |             | UDI         | 2 813        | 40,31        | 3 498       | 48,46       |
| 1           | Nicole Fouillade   |             | UDI         | 2 813        | 40,31        | 3 498       | 48,46       |
| 2           | Anne Blanc         |             | PRG         | 2 902        | 41,58        | 3 721       | 51,54       |
| 2           | Jean-Marie Pialat  |             | DVG         | 2 902        | 41,58        | 3 721       | 51,54       |
| 3           | Renée Heroin       |             | FN          | 811          | 11,62        |             |             |
| 3           | Claude Ratel       |             | FN          | 811          | 11,62        |             |             |
| 4           | Nadine Bochaton    |             | FG          | 453          | 6,49         |             |             |
| 4           | Matthieu Lamazière |             | FG          | 453          | 6,49         |             |             |
|             |                    |             |             |              |              |             |             |
| Inscrits    | Inscrits           | Inscrits    | Inscrits    | 11 323       | 100,00       | 11 322      | 100,00      |
| Abstentions | Abstentions        | Abstentions | Abstentions | 3 903        | 34,47        | 3 688       | 32,57       |
| Votants     | Votants            | Votants     | Votants     | 7 420        | 65,53        | 7 634       | 67,43       |
| Blancs      | Blancs             | Blancs      | Blancs      | 275          | 3,71         | 229         | 3           |
| Nuls        | Nuls               | Nuls        | Nuls        | 166          | 2,24         | 186         | 2,44        |
| Exprimés    | Exprimés           | Exprimés    | Exprimés    | 6 979        | 94,06        | 7 219       | 94,56       |

### Canton d'Enne et Alzou
| Candidats   | Candidats                | Partis      | Partis      | Premier tour | Premier tour | Second tour | Second tour |
| Candidats   | Candidats                | Partis      | Partis      | Voix         | %            | Voix        | %           |
| ----------- | ------------------------ | ----------- | ----------- | ------------ | ------------ | ----------- | ----------- |
| 1           | Sabine Renaud            |             | DVD         | 1 744        | 29,99        | 2 289       | 40,77       |
| 1           | Dominique Rouquette      |             | DVD         | 1 744        | 29,99        | 2 289       | 40,77       |
| 2           | Hélian Cabrolier         |             | DVG         | 2 351        | 40,43        | 3 326       | 59,23       |
| 2           | Graziella Pierini        |             | DVG         | 2 351        | 40,43        | 3 326       | 59,23       |
| 3           | Élodie Capasso-Chevalier |             | FN          | 898          | 15,44        |             |             |
| 3           | Thierry Thibault         |             | FN          | 898          | 15,44        |             |             |
| 4           | Fabienne Chabrolin       |             | FG          | 822          | 14,14        |             |             |
| 4           | Stéphane Hervé           |             | PCF         | 822          | 14,14        |             |             |
|             |                          |             |             |              |              |             |             |
| Inscrits    | Inscrits                 | Inscrits    | Inscrits    | 10 724       | 100,00       | 10 724      | 100,00      |
| Abstentions | Abstentions              | Abstentions | Abstentions | 4 543        | 42,36        | 4 546       | 42,39       |
| Votants     | Votants                  | Votants     | Votants     | 6 181        | 57,64        | 6 178       | 57,61       |
| Blancs      | Blancs                   | Blancs      | Blancs      | 211          | 3,41         | 298         | 4,82        |
| Nuls        | Nuls                     | Nuls        | Nuls        | 155          | 2,51         | 265         | 4,29        |
| Exprimés    | Exprimés                 | Exprimés    | Exprimés    | 5 815        | 94,08        | 5 615       | 90,89       |

### Canton de Lot et Dourdou
| Candidats   | Candidats            | Partis      | Partis      | Premier tour | Premier tour | Second tour | Second tour |
| Candidats   | Candidats            | Partis      | Partis      | Voix         | %            | Voix        | %           |
| ----------- | -------------------- | ----------- | ----------- | ------------ | ------------ | ----------- | ----------- |
| 1           | Michèle Buessinger   |             | DVD         | 1 622        | 28,76        | 2 854       | 51,69       |
| 1           | Christian Tieulie    |             | DVD         | 1 622        | 28,76        | 2 854       | 51,69       |
| 2           | Philippe Carles      |             | SE          | 863          | 15,30        |             |             |
| 2           | Aurélie Fayel        |             | SE          | 863          | 15,30        |             |             |
| 3           | Anne-Marie Gallet    |             | FN          | 864          | 15,32        |             |             |
| 3           | Bruno Leleu          |             | FN          | 864          | 15,32        |             |             |
| 4           | Céline Cabrol        |             | FG          | 775          | 13,74        |             |             |
| 4           | Jean-Louis Calmettes |             | EÉLV        | 775          | 13,74        |             |             |
| 5           | Florence Bocquet     |             | DVG         | 1 515        | 26,87        | 2 667       | 48,31       |
| 5           | Jean-Louis Denoit    |             | DVG         | 1 515        | 26,87        | 2 667       | 48,31       |
|             |                      |             |             |              |              |             |             |
| Inscrits    | Inscrits             | Inscrits    | Inscrits    | 10 772       | 100,00       | 10 772      | 100,00      |
| Abstentions | Abstentions          | Abstentions | Abstentions | 4 763        | 44,22        | 4 714       | 43,76       |
| Votants     | Votants              | Votants     | Votants     | 6 009        | 55,78        | 6 058       | 56,24       |
| Blancs      | Blancs               | Blancs      | Blancs      | 225          | 3,74         | 311         | 5,13        |
| Nuls        | Nuls                 | Nuls        | Nuls        | 145          | 2,41         | 226         | 3,73        |
| Exprimés    | Exprimés             | Exprimés    | Exprimés    | 5 639        | 93,84        | 5 521       | 91,14       |

### Canton de Lot et Montbazinois
| Candidats            | Candidats               | Partis      | Partis      | Premier tour | Premier tour | Second tour | Second tour |
| Candidats            | Candidats               | Partis      | Partis      | Voix         | %            | Voix        | %           |
| -------------------- | ----------------------- | ----------- | ----------- | ------------ | ------------ | ----------- | ----------- |
| 1                    | Éric Molinié            |             | FG          | 526          | 9,41         |             |             |
| 1                    | Lucie Vernhet           |             | FG          | 526          | 9,41         |             |             |
| 2                    | Christophe Pourcel      |             | UDI         | 1 613        | 28,86        | 2 154       | 40,8        |
| 2                    | Joëlle Tournier         |             | UDI         | 1 613        | 28,86        | 2 154       | 40,8        |
| 3                    | Jean-Philippe Chevalier |             | FN          | 849          | 15,19        |             |             |
| 3                    | Martine Flament         |             | FN          | 849          | 15,19        |             |             |
| 4                    | Bertrand Cavalerie*     |             | PS          | 2 602        | 46,55        | 3 125       | 59,2        |
| 4                    | Cathy Mouly             |             | DVG         | 2 602        | 46,55        | 3 125       | 59,2        |
|                      |                         |             |             |              |              |             |             |
| Inscrits             | Inscrits                | Inscrits    | Inscrits    | 9 166        | 100,00       | 9 166       | 100,00      |
| Abstentions          | Abstentions             | Abstentions | Abstentions | 3 256        | 35,52        | 3 413       | 37,24       |
| Votants              | Votants                 | Votants     | Votants     | 5 910        | 64,48        | 5 753       | 62,76       |
| Blancs               | Blancs                  | Blancs      | Blancs      | 211          | 3,57         | 274         | 4,76        |
| Nuls                 | Nuls                    | Nuls        | Nuls        | 109          | 1,84         | 200         | 3,48        |
| Exprimés             | Exprimés                | Exprimés    | Exprimés    | 5 590        | 94,59        | 5 279       | 91,76       |
| * conseiller sortant |                         |             |             |              |              |             |             |

### Canton de Lot et Palanges
| Candidats            | Candidats          | Partis      | Partis      | Premier tour | Premier tour |
| Candidats            | Candidats          | Partis      | Partis      | Voix         | %            |
| -------------------- | ------------------ | ----------- | ----------- | ------------ | ------------ |
| 1                    | Christian Lacombe  |             | PS          | 743          | 15,04        |
| 1                    | Martine Prat       |             | PS          | 743          | 15,04        |
| 2                    | Laurent Bourrillon |             | FN          | 882          | 17,85        |
| 2                    | Ginette Lamic      |             | FN          | 882          | 17,85        |
| 3                    | Jean-Claude Luche* |             | UDI         | 3 316        | 67,11        |
| 3                    | Christine Presne   |             | UDI         | 3 316        | 67,11        |
|                      |                    |             |             |              |              |
| Inscrits             | Inscrits           | Inscrits    | Inscrits    | 8 286        | 100,00       |
| Abstentions          | Abstentions        | Abstentions | Abstentions | 2 941        | 35,49        |
| Votants              | Votants            | Votants     | Votants     | 5 345        | 64,51        |
| Blancs               | Blancs             | Blancs      | Blancs      | 254          | 4,75         |
| Nuls                 | Nuls               | Nuls        | Nuls        | 150          | 2,81         |
| Exprimés             | Exprimés           | Exprimés    | Exprimés    | 4 941        | 92,44        |
| * conseiller sortant |                    |             |             |              |              |

### Canton de Lot et Truyère
| Candidats            | Candidats            | Partis      | Partis      | Premier tour | Premier tour |
| Candidats            | Candidats            | Partis      | Partis      | Voix         | %            |
| -------------------- | -------------------- | ----------- | ----------- | ------------ | ------------ |
| 1                    | Edwige Bordes        |             | FN          | 794          | 16,46        |
| 1                    | Charles Gros         |             | FN          | 794          | 16,46        |
| 2                    | Simone Anglade*      |             | UMP         | 3 088        | 64,03        |
| 2                    | Jean-Claude Anglars* |             | UMP         | 3 088        | 64,03        |
| 3                    | Jacques Serieys      |             | PS          | 941          | 19,51        |
| 3                    | Christine Vernerey   |             | PS          | 941          | 19,51        |
|                      |                      |             |             |              |              |
| Inscrits             | Inscrits             | Inscrits    | Inscrits    | 8 385        | 100,00       |
| Abstentions          | Abstentions          | Abstentions | Abstentions | 3 246        | 38,71        |
| Votants              | Votants              | Votants     | Votants     | 5 139        | 61,29        |
| Blancs               | Blancs               | Blancs      | Blancs      | 192          | 3,74         |
| Nuls                 | Nuls                 | Nuls        | Nuls        | 124          | 2,41         |
| Exprimés             | Exprimés             | Exprimés    | Exprimés    | 4 823        | 93,85        |
| * conseiller sortant |                      |             |             |              |              |

### Canton de Millau-1
| Candidats   | Candidats               | Partis      | Partis      | Premier tour | Premier tour | Second tour | Second tour |
| Candidats   | Candidats               | Partis      | Partis      | Voix         | %            | Voix        | %           |
| ----------- | ----------------------- | ----------- | ----------- | ------------ | ------------ | ----------- | ----------- |
| 1           | Pascale Baraille        |             | UDI         | 1 677        | 26,81        | 2 155       | 33,08       |
| 1           | Philippe Ramondenc      |             | UDI         | 1 677        | 26,81        | 2 155       | 33,08       |
| 2           | Bernard Niel            |             | DVD         | 1 573        | 25,15        | 2 070       | 31,78       |
| 2           | Karine Orcel            |             | DVD         | 1 573        | 25,15        | 2 070       | 31,78       |
| 3           | Corinne Compan          |             | PS          | 1 856        | 29,67        | 2 289       | 35,14       |
| 3           | Jean Dominique Gonzales |             | PS          | 1 856        | 29,67        | 2 289       | 35,14       |
| 4           | Évelyne Mibelli         |             | FN          | 1 149        | 18,37        |             |             |
| 4           | Claude Raynal           |             | FN          | 1 149        | 18,37        |             |             |
|             |                         |             |             |              |              |             |             |
| Inscrits    | Inscrits                | Inscrits    | Inscrits    | 11 944       | 100,00       | 11 943      | 100,00      |
| Abstentions | Abstentions             | Abstentions | Abstentions | 5 102        | 42,72        | 4 857       | 40,67       |
| Votants     | Votants                 | Votants     | Votants     | 6 842        | 57,28        | 7 086       | 59,33       |
| Blancs      | Blancs                  | Blancs      | Blancs      | 339          | 4,95         | 329         | 4,64        |
| Nuls        | Nuls                    | Nuls        | Nuls        | 248          | 3,62         | 243         | 3,43        |
| Exprimés    | Exprimés                | Exprimés    | Exprimés    | 6 255        | 91,42        | 6 514       | 91,93       |

### Canton de Millau-2
| Candidats   | Candidats              | Partis      | Partis      | Premier tour | Premier tour | Second tour | Second tour |
| Candidats   | Candidats              | Partis      | Partis      | Voix         | %            | Voix        | %           |
| ----------- | ---------------------- | ----------- | ----------- | ------------ | ------------ | ----------- | ----------- |
| 1           | Jules-Marie Guibert    |             | DVD         | 695          | 13,48        |             |             |
| 1           | Elsa Montrozier        |             | DVD         | 695          | 13,48        |             |             |
| 2           | Emmanuelle Gazel       |             | PS          | 1 392        | 27,00        | 2 254       | 46,25       |
| 2           | Thierry Perez-Lafont   |             | PS          | 1 392        | 27,00        | 2 254       | 46,25       |
| 3           | Sylvie Ayot            |             | UDI         | 1 426        | 27,66        | 2 619       | 53,75       |
| 3           | Jean-François Galliard |             | UDI         | 1 426        | 27,66        | 2 619       | 53,75       |
| 4           | Romain Poulain         |             | PCF         | 593          | 11,50        |             |             |
| 4           | Sophie Tarroux         |             | FG          | 593          | 11,50        |             |             |
| 5           | Laurent Nenny          |             | FN          | 1 049        | 20,35        |             |             |
| 5           | Nadia Ratel            |             | FN          | 1 049        | 20,35        |             |             |
|             |                        |             |             |              |              |             |             |
| Inscrits    | Inscrits               | Inscrits    | Inscrits    | 10 370       | 100,00       | 10 367      | 100,00      |
| Abstentions | Abstentions            | Abstentions | Abstentions | 4 817        | 46,45        | 4 834       | 46,63       |
| Votants     | Votants                | Votants     | Votants     | 5 553        | 53,55        | 5 533       | 53,37       |
| Blancs      | Blancs                 | Blancs      | Blancs      | 228          | 4,11         | 386         | 6,98        |
| Nuls        | Nuls                   | Nuls        | Nuls        | 170          | 3,06         | 274         | 4,95        |
| Exprimés    | Exprimés               | Exprimés    | Exprimés    | 5 155        | 92,83        | 4 873       | 88,07       |

### Canton des Monts du Réquistanais
| Candidats            | Candidats            | Partis      | Partis      | Premier tour | Premier tour | Second tour | Second tour |
| Candidats            | Candidats            | Partis      | Partis      | Voix         | %            | Voix        | %           |
| -------------------- | -------------------- | ----------- | ----------- | ------------ | ------------ | ----------- | ----------- |
| 1                    | Béatrice At          |             | DVD         | 1 231        | 21,89        | 2 792       | 49,42       |
| 1                    | Fabien Grimal        |             | DVD         | 1 231        | 21,89        | 2 792       | 49,42       |
| 2                    | Régine Nespoulous    |             | SE          | 1 117        | 19,86        |             |             |
| 2                    | Patrice Panis        |             | UDI         | 1 117        | 19,86        |             |             |
| 3                    | Régis Cailhol*       |             | PS          | 2 158        | 38,37        | 2 858       | 50,58       |
| 3                    | Karine Escorbiac     |             | DVG         | 2 158        | 38,37        | 2 858       | 50,58       |
| 4                    | Jean-Claude Gintrand |             | DVG         | 1 118        | 19,88        |             |             |
| 4                    | Nadine Vernhes       |             | DVG         | 1 118        | 19,88        |             |             |
|                      |                      |             |             |              |              |             |             |
| Inscrits             | Inscrits             | Inscrits    | Inscrits    | 8 951        | 100,00       | 8 951       | 100,00      |
| Abstentions          | Abstentions          | Abstentions | Abstentions | 2 924        | 32,67        | 2 986       | 33,36       |
| Votants              | Votants              | Votants     | Votants     | 6 027        | 67,33        | 5 965       | 66,64       |
| Blancs               | Blancs               | Blancs      | Blancs      | 256          | 4,25         | 178         | 2,98        |
| Nuls                 | Nuls                 | Nuls        | Nuls        | 147          | 2,44         | 137         | 2,3         |
| Exprimés             | Exprimés             | Exprimés    | Exprimés    | 5 624        | 93,31        | 5 650       | 94,72       |
| * conseiller sortant |                      |             |             |              |              |             |             |

### Canton de Nord-Lévezou
| Candidats   | Candidats            | Partis      | Partis      | Premier tour | Premier tour |
| Candidats   | Candidats            | Partis      | Partis      | Voix         | %            |
| ----------- | -------------------- | ----------- | ----------- | ------------ | ------------ |
| 1           | Dominique Gombert    |             | UDI         | 3 285        | 66,55        |
| 1           | Jean-Philippe Sadoul |             | UDI         | 3 285        | 66,55        |
| 2           | Valérie Tavernier    |             | FG          | 1 651        | 33,45        |
| 2           | Sébastien Vervialle  |             | FG          | 1 651        | 33,45        |
|             |                      |             |             |              |              |
| Inscrits    | Inscrits             | Inscrits    | Inscrits    | 9 982        | 100,00       |
| Abstentions | Abstentions          | Abstentions | Abstentions | 4 267        | 42,75        |
| Votants     | Votants              | Votants     | Votants     | 5 715        | 57,25        |
| Blancs      | Blancs               | Blancs      | Blancs      | 437          | 7,65         |
| Nuls        | Nuls                 | Nuls        | Nuls        | 342          | 5,98         |
| Exprimés    | Exprimés             | Exprimés    | Exprimés    | 4 936        | 86,37        |

### Canton de Raspes et Lévezou
| Candidats            | Candidats             | Partis      | Partis      | Premier tour | Premier tour |
| Candidats            | Candidats             | Partis      | Partis      | Voix         | %            |
| -------------------- | --------------------- | ----------- | ----------- | ------------ | ------------ |
| 1                    | Francis Bec           |             | DVG         | 1 115        | 21,27        |
| 1                    | Florence Laplume      |             | DVG         | 1 115        | 21,27        |
| 2                    | Alain Marc*           |             | UMP         | 3 043        | 58,04        |
| 2                    | Christel Sigaud-Laury |             | UMP         | 3 043        | 58,04        |
| 3                    | Jean Azais            |             | FN          | 1 085        | 20,69        |
| 3                    | Alice Chauvet         |             | FN          | 1 085        | 20,69        |
|                      |                       |             |             |              |              |
| Inscrits             | Inscrits              | Inscrits    | Inscrits    | 9 177        | 100,00       |
| Abstentions          | Abstentions           | Abstentions | Abstentions | 3 283        | 35,77        |
| Votants              | Votants               | Votants     | Votants     | 5 894        | 64,23        |
| Blancs               | Blancs                | Blancs      | Blancs      | 322          | 5,46         |
| Nuls                 | Nuls                  | Nuls        | Nuls        | 329          | 5,58         |
| Exprimés             | Exprimés              | Exprimés    | Exprimés    | 5 243        | 88,95        |
| * conseiller sortant |                       |             |             |              |              |

### Canton de Rodez-1
| Candidats   | Candidats            | Partis      | Partis      | Premier tour | Premier tour | Second tour | Second tour |
| Candidats   | Candidats            | Partis      | Partis      | Voix         | %            | Voix        | %           |
| ----------- | -------------------- | ----------- | ----------- | ------------ | ------------ | ----------- | ----------- |
| 1           | Cécile Dibon-Courtin |             | DVD         | 171          | 5,48         |             |             |
| 1           | Mehdi Smaïne         |             | DVD         | 171          | 5,48         |             |             |
| 2           | Muriel Combettes     |             | PRG         | 404          | 12,94        |             |             |
| 2           | Daniel Rozoy         |             | PRG         | 404          | 12,94        |             |             |
| 3           | Arnaud Combet        |             | PS          | 900          | 28,84        | 1 446       | 51,74       |
| 3           | Sarah Vidal          |             | PS          | 900          | 28,84        | 1 446       | 51,74       |
| 4           | Isabelle Sudre       |             | UMP         | 814          | 26,08        | 1 349       | 48,26       |
| 4           | Jean-François Théron |             | UDI         | 814          | 26,08        | 1 349       | 48,26       |
| 5           | Anne Minier          |             | FG          | 328          | 10,51        |             |             |
| 5           | Michel Puech         |             | PCF         | 328          | 10,51        |             |             |
| 6           | Muriel Abriac        |             | FN          | 504          | 16,15        |             |             |
| 6           | Bernard Deprecq      |             | FN          | 504          | 16,15        |             |             |
|             |                      |             |             |              |              |             |             |
| Inscrits    | Inscrits             | Inscrits    | Inscrits    | 6 672        | 100,00       | 6 672       | 100,00      |
| Abstentions | Abstentions          | Abstentions | Abstentions | 3 264        | 48,92        | 3 452       | 51,74       |
| Votants     | Votants              | Votants     | Votants     | 3 408        | 51,08        | 3 220       | 48,26       |
| Blancs      | Blancs               | Blancs      | Blancs      | 155          | 4,55         | 244         | 7,58        |
| Nuls        | Nuls                 | Nuls        | Nuls        | 132          | 3,87         | 181         | 5,62        |
| Exprimés    | Exprimés             | Exprimés    | Exprimés    | 3 121        | 91,58        | 2 795       | 86,8        |

### Canton de Rodez-2
| Candidats   | Candidats          | Partis      | Partis      | Premier tour | Premier tour | Second tour | Second tour |
| Candidats   | Candidats          | Partis      | Partis      | Voix         | %            | Voix        | %           |
| ----------- | ------------------ | ----------- | ----------- | ------------ | ------------ | ----------- | ----------- |
| 1           | Martine Bezombes   |             | PS          | 1 183        | 33,94        | 1 487       | 43,21       |
| 1           | Serge Bories       |             | PS          | 1 183        | 33,94        | 1 487       | 43,21       |
| 2           | Évelyne Frayssinet |             | DVD         | 1 769        | 50,75        | 1 954       | 56,79       |
| 2           | Bernard Saules     |             | DVD         | 1 769        | 50,75        | 1 954       | 56,79       |
| 3           | Béatrice Charron   |             | FG          | 534          | 15,32        |             |             |
| 3           | Guillaume Halb     |             | FG          | 534          | 15,32        |             |             |
|             |                    |             |             |              |              |             |             |
| Inscrits    | Inscrits           | Inscrits    | Inscrits    | 8 098        | 100,00       | 8 098       | 100,00      |
| Abstentions | Abstentions        | Abstentions | Abstentions | 4 143        | 51,16        | 4 250       | 52,48       |
| Votants     | Votants            | Votants     | Votants     | 3 955        | 48,84        | 3 848       | 47,52       |
| Blancs      | Blancs             | Blancs      | Blancs      | 267          | 6,75         | 235         | 6,11        |
| Nuls        | Nuls               | Nuls        | Nuls        | 202          | 5,11         | 172         | 4,47        |
| Exprimés    | Exprimés           | Exprimés    | Exprimés    | 3 486        | 88,14        | 3 441       | 89,42       |

### Canton de Rodez-Onet
| Candidats            | Candidats               | Partis      | Partis      | Premier tour | Premier tour | Second tour | Second tour |
| Candidats            | Candidats               | Partis      | Partis      | Voix         | %            | Voix        | %           |
| -------------------- | ----------------------- | ----------- | ----------- | ------------ | ------------ | ----------- | ----------- |
| 1                    | Valérie Abadie-Roques   |             | DVD         | 1 661        | 36,26        | 2 351       | 51,69       |
| 1                    | Jean-Philippe Abinal    |             | DVD         | 1 661        | 36,26        | 2 351       | 51,69       |
| 2                    | Bernard Cortijo         |             | DVG         | 420          | 9,17         |             |             |
| 2                    | Ondine Toïgo            |             | DVG         | 420          | 9,17         |             |             |
| 3                    | Bruno Gares             |             | DVG         | 539          | 11,77        |             |             |
| 3                    | Nathalie Separt-Mazenq  |             | DVG         | 539          | 11,77        |             |             |
| 4                    | Isabelle Courtial       |             | PS          | 526          | 11,48        |             |             |
| 4                    | Jean-Luc Paulat         |             | PS          | 526          | 11,48        |             |             |
| 5                    | Charlotte Carcénac      |             | DLF         | 342          | 7,47         |             |             |
| 5                    | Fabien Lombard          |             | DLF         | 342          | 7,47         |             |             |
| 6                    | Sylvie Foulquier-Kabiti |             | PCF         | 1 093        | 23,86        | 2 197       | 48,31       |
| 6                    | Jean-Louis Roussel*     |             | FG          | 1 093        | 23,86        | 2 197       | 48,31       |
|                      |                         |             |             |              |              |             |             |
| Inscrits             | Inscrits                | Inscrits    | Inscrits    | 9 482        | 100,00       | 9 482       | 100,00      |
| Abstentions          | Abstentions             | Abstentions | Abstentions | 4 377        | 46,16        | 4 525       | 47,72       |
| Votants              | Votants                 | Votants     | Votants     | 5 105        | 53,84        | 4 957       | 52,28       |
| Blancs               | Blancs                  | Blancs      | Blancs      | 341          | 6,68         | 221         | 4,46        |
| Nuls                 | Nuls                    | Nuls        | Nuls        | 183          | 3,58         | 188         | 3,79        |
| Exprimés             | Exprimés                | Exprimés    | Exprimés    | 4 581        | 89,74        | 4 548       | 91,75       |
| * conseiller sortant |                         |             |             |              |              |             |             |

### Canton de Saint-Affrique
| Candidats   | Candidats               | Partis      | Partis      | Premier tour | Premier tour | Second tour | Second tour |
| Candidats   | Candidats               | Partis      | Partis      | Voix         | %            | Voix        | %           |
| ----------- | ----------------------- | ----------- | ----------- | ------------ | ------------ | ----------- | ----------- |
| 1           | Noëlle Fransot          |             | FN          | 925          | 16,90        |             |             |
| 1           | Christian Milhau        |             | FN          | 925          | 16,90        |             |             |
| 2           | Sébastien David         |             | UMP         | 1 921        | 35,09        | 2 878       | 51,91       |
| 2           | Émilie Gral             |             | DVD         | 1 921        | 35,09        | 2 878       | 51,91       |
| 3           | Didier Bezes            |             | PCF         | 810          | 14,80        |             |             |
| 3           | Marie-Josée Planas      |             | PG          | 810          | 14,80        |             |             |
| 4           | Patrick Guenot          |             | PS          | 1 818        | 33,21        | 2 666       | 48,09       |
| 4           | Marie-José Palies-Nègre |             | PS          | 1 818        | 33,21        | 2 666       | 48,09       |
|             |                         |             |             |              |              |             |             |
| Inscrits    | Inscrits                | Inscrits    | Inscrits    | 9 513        | 100,00       | 9 512       | 100,00      |
| Abstentions | Abstentions             | Abstentions | Abstentions | 3 605        | 37,9         | 3 391       | 35,65       |
| Votants     | Votants                 | Votants     | Votants     | 5 908        | 62,1         | 6 121       | 64,35       |
| Blancs      | Blancs                  | Blancs      | Blancs      | 270          | 4,57         | 309         | 5,05        |
| Nuls        | Nuls                    | Nuls        | Nuls        | 164          | 2,78         | 268         | 4,38        |
| Exprimés    | Exprimés                | Exprimés    | Exprimés    | 5 474        | 92,65        | 5 544       | 90,57       |

### Canton de Tarn et Causses
| Candidats            | Candidats          | Partis      | Partis      | Premier tour | Premier tour | Second tour | Second tour |
| Candidats            | Candidats          | Partis      | Partis      | Voix         | %            | Voix        | %           |
| -------------------- | ------------------ | ----------- | ----------- | ------------ | ------------ | ----------- | ----------- |
| 1                    | Georges Gaubert    |             | PS          | 1 492        | 29,52        | 1 669       | 35,27       |
| 1                    | Catherine Laur*    |             | PS          | 1 492        | 29,52        | 1 669       | 35,27       |
| 2                    | Bernard Baisson    |             | FN          | 1 040        | 20,58        |             |             |
| 2                    | Martine Brunerie   |             | FN          | 1 040        | 20,58        |             |             |
| 3                    | Camille Galibert   |             | UDI         | 2 522        | 49,9         | 3 063       | 64,73       |
| 3                    | Danièle Vergonnier |             | DVD         | 2 522        | 49,9         | 3 063       | 64,73       |
|                      |                    |             |             |              |              |             |             |
| Inscrits             | Inscrits           | Inscrits    | Inscrits    | 8 768        | 100,00       | 8 768       | 100,00      |
| Abstentions          | Abstentions        | Abstentions | Abstentions | 3 236        | 36,91        | 3 454       | 39,39       |
| Votants              | Votants            | Votants     | Votants     | 5 532        | 63,09        | 5 314       | 60,61       |
| Blancs               | Blancs             | Blancs      | Blancs      | 315          | 5,69         | 351         | 6,61        |
| Nuls                 | Nuls               | Nuls        | Nuls        | 163          | 2,95         | 231         | 4,35        |
| Exprimés             | Exprimés           | Exprimés    | Exprimés    | 5 054        | 91,36        | 4 732       | 89,05       |
| * conseiller sortant |                    |             |             |              |              |             |             |

### Canton de Vallon
| Candidats            | Candidats            | Partis      | Partis      | Premier tour | Premier tour | Second tour | Second tour |
| Candidats            | Candidats            | Partis      | Partis      | Voix         | %            | Voix        | %           |
| -------------------- | -------------------- | ----------- | ----------- | ------------ | ------------ | ----------- | ----------- |
| 1                    | Georges Andrieux     |             | DVG         | 470          | 8,58         |             |             |
| 1                    | Fatiha Salvayre      |             | DVG         | 470          | 8,58         |             |             |
| 2                    | Chantal Desmarets    |             | FN          | 778          | 14,20        |             |             |
| 2                    | Denis Mathieu        |             | FN          | 778          | 14,20        |             |             |
| 3                    | Bernard Cayzac       |             | DVD         | 1 835        | 33,50        | 2 343       | 44,97       |
| 3                    | Laure Soulié-Deltell |             | DVD         | 1 835        | 33,50        | 2 343       | 44,97       |
| 4                    | Anne Gaben-Toutant*  |             | PS          | 2 395        | 43,72        | 2 867       | 55,03       |
| 4                    | Stéphane Mazars      |             | PRG         | 2 395        | 43,72        | 2 867       | 55,03       |
|                      |                      |             |             |              |              |             |             |
| Inscrits             | Inscrits             | Inscrits    | Inscrits    | 9 596        | 100,00       | 9 595       | 100,00      |
| Abstentions          | Abstentions          | Abstentions | Abstentions | 3 790        | 39,5         | 4 000       | 41,69       |
| Votants              | Votants              | Votants     | Votants     | 5 806        | 60,5         | 5 595       | 58,31       |
| Blancs               | Blancs               | Blancs      | Blancs      | 229          | 3,94         | 252         | 4,5         |
| Nuls                 | Nuls                 | Nuls        | Nuls        | 99           | 1,71         | 133         | 2,38        |
| Exprimés             | Exprimés             | Exprimés    | Exprimés    | 5 478        | 94,35        | 5 210       | 93,12       |
| * conseiller sortant |                      |             |             |              |              |             |             |

### Canton de Villefranche-de-Rouergue
| Candidats   | Candidats            | Partis      | Partis      | Premier tour | Premier tour | Second tour | Second tour |
| Candidats   | Candidats            | Partis      | Partis      | Voix         | %            | Voix        | %           |
| ----------- | -------------------- | ----------- | ----------- | ------------ | ------------ | ----------- | ----------- |
| 1           | Jean-Michel Bouyssié |             | PS          | 582          | 11,27        |             |             |
| 1           | Maryline Palis       |             | PS          | 582          | 11,27        |             |             |
| 2           | Boris Cortijos       |             | FG          | 422          | 8,17         |             |             |
| 2           | Sophie Leroy         |             | FG          | 422          | 8,17         |             |             |
| 3           | Stéphanie Bayol      |             | DVG         | 1 531        | 29,65        | 2 529       | 50,62       |
| 3           | Éric Cantournet      |             | PRG         | 1 531        | 29,65        | 2 529       | 50,62       |
| 4           | Colette Lefèvre      |             | DVD         | 1 798        | 34,82        | 2 467       | 49,38       |
| 4           | Laurent Tranier      |             | DVD         | 1 798        | 34,82        | 2 467       | 49,38       |
| 5           | Daniel Asoni         |             | FN          | 830          | 16,08        |             |             |
| 5           | Sandrine Pérez       |             | FN          | 830          | 16,08        |             |             |
|             |                      |             |             |              |              |             |             |
| Inscrits    | Inscrits             | Inscrits    | Inscrits    | 10 226       | 100,00       | 10 226      | 100,00      |
| Abstentions | Abstentions          | Abstentions | Abstentions | 4 736        | 46,31        | 4 746       | 46,41       |
| Votants     | Votants              | Votants     | Votants     | 5 490        | 53,69        | 5 480       | 53,59       |
| Blancs      | Blancs               | Blancs      | Blancs      | 176          | 3,21         | 246         | 4,49        |
| Nuls        | Nuls                 | Nuls        | Nuls        | 151          | 2,75         | 238         | 4,34        |
| Exprimés    | Exprimés             | Exprimés    | Exprimés    | 5 163        | 94,04        | 4 996       | 91,17       |

### Canton de Villeneuvois et Villefranchois
| Candidats            | Candidats           | Partis      | Partis      | Premier tour | Premier tour | Second tour | Second tour |
| Candidats            | Candidats           | Partis      | Partis      | Voix         | %            | Voix        | %           |
| -------------------- | ------------------- | ----------- | ----------- | ------------ | ------------ | ----------- | ----------- |
| 1                    | Jean-Pierre Masbou  |             | DVD         | 2 045        | 39,84        | 2 690       | 53,05       |
| 1                    | Gisèle Rigal        |             | DVD         | 2 045        | 39,84        | 2 690       | 53,05       |
| 2                    | Marie Thérèse Hurel |             | FG          | 425          | 8,28         |             |             |
| 2                    | Bernard Roques      |             | FG          | 425          | 8,28         |             |             |
| 3                    | Patrick Cabaret     |             | FN          | 816          | 15,90        |             |             |
| 3                    | Suzanne Sattler     |             | FN          | 816          | 15,90        |             |             |
| 4                    | Pierre Costes*      |             | DVG         | 1 847        | 35,98        | 2 381       | 46,95       |
| 4                    | Claudine Taurines   |             | DVG         | 1 847        | 35,98        | 2 381       | 46,95       |
|                      |                     |             |             |              |              |             |             |
| Inscrits             | Inscrits            | Inscrits    | Inscrits    | 8 822        | 100,00       | 8 823       | 100,00      |
| Abstentions          | Abstentions         | Abstentions | Abstentions | 3 385        | 38,37        | 3 378       | 38,29       |
| Votants              | Votants             | Votants     | Votants     | 5 437        | 61,63        | 5 445       | 61,71       |
| Blancs               | Blancs              | Blancs      | Blancs      | 197          | 3,62         | 227         | 4,17        |
| Nuls                 | Nuls                | Nuls        | Nuls        | 107          | 1,97         | 147         | 2,7         |
| Exprimés             | Exprimés            | Exprimés    | Exprimés    | 5 133        | 94,41        | 5 071       | 93,13       |
| * conseiller sortant |                     |             |             |              |              |             |             |